# توم (نهر)
توم (بالروسية: Томь)‏ هو نهر في روسيا ، وهو أحد روافد يمينلنهر أوب في وسط سيبيريا . يقع مستجمعات المياه داخل جمهورية خاكاسيا وكيميروفو أوبلاست وتومسك أوبلاست . ويبلغ طوله 827 كيلومتر (514 ميل) ، ويحتوي على حوض صرف 62,000 كيلومتر مربع (24,000 ميل2) .
يتدفق نهر توم من سلسلة جبال أباكان ( يسير بإتجاه شمالي لجبال ألتاي ) باتجاه الشمال عبر حوض كوزنتسك . ينضم إلى Ob على بعد حوالي 50 كيلومتر (31 ميل) شمال تومسك .
المدن الواقعة على نهر توم ميزهدوريتشينسك و نوفوكوزينتسكو كيميروفو ويورقاو تومسكو سيرفرسك.
يعيش شعب أبا بالقرب من نهر توم.

## الروافد الرئيسية
أكبر روافد نهر توم، من المنبع إلى المصب:
- بيلسو (يمين)
- يوزا (يمين)
- مراسيو (يسار)
- كوندوما (يسار)
- ابا (يسار)
- فيرتشانيا تيرس (يمين)
- سيردانيا تيرس (يسار)
- ناينزانيا تيرس (يسار)
- تشيرنورافيي نرياك (يسار)
- تايدون (يمين)
- يونقا (يسار)
- باسنداكيا (يمين)
- اسكيتم (يسار)
- يوشايكا (يمين)

## المعرض

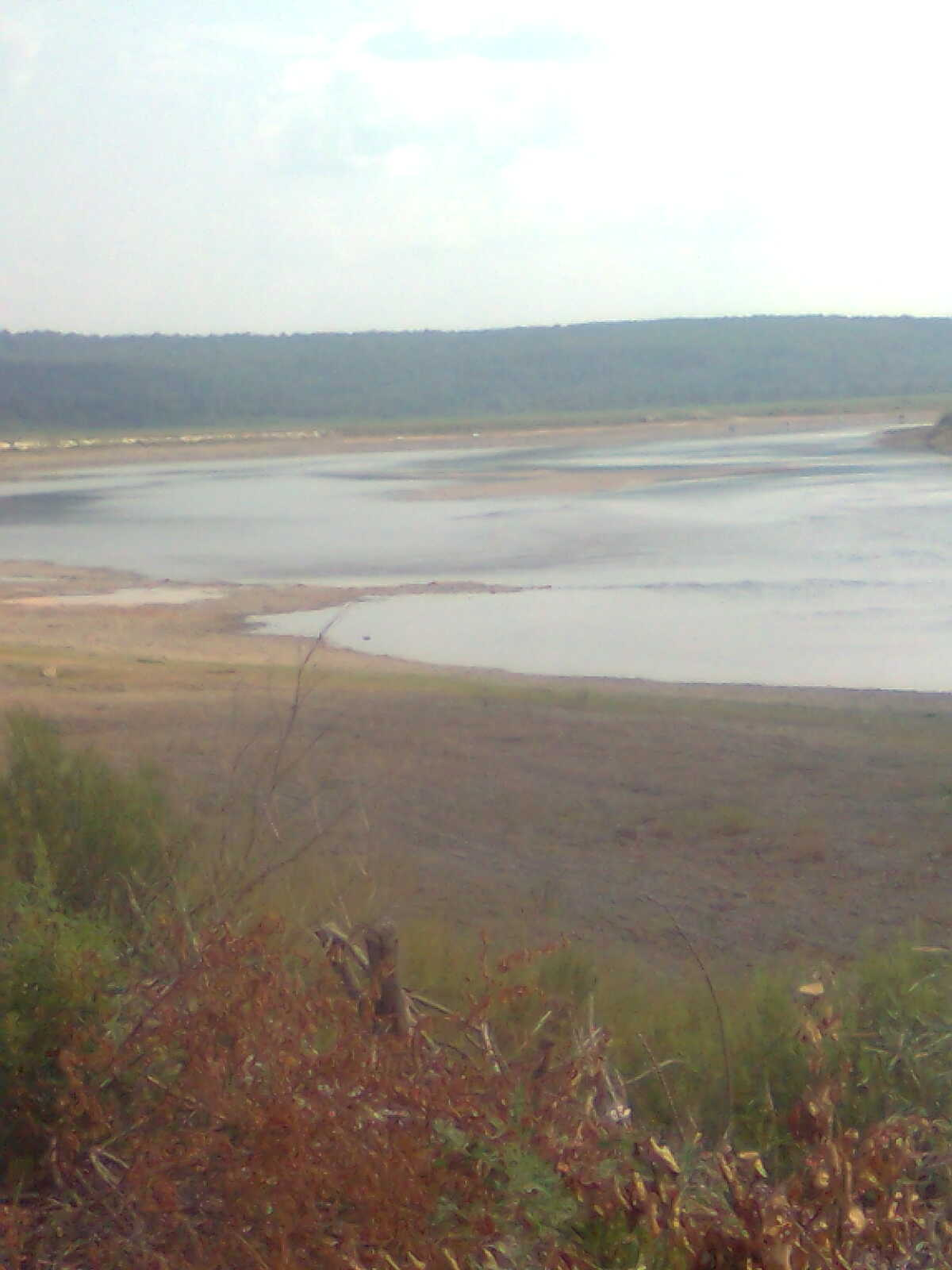
نهر توم خلال صيف 2012 الحار
فيضان قياسي من نهر توم ، 29 أبريل 2010 ؛ بسبب ذوبان الجليد في النهر في نوفمبر 2009
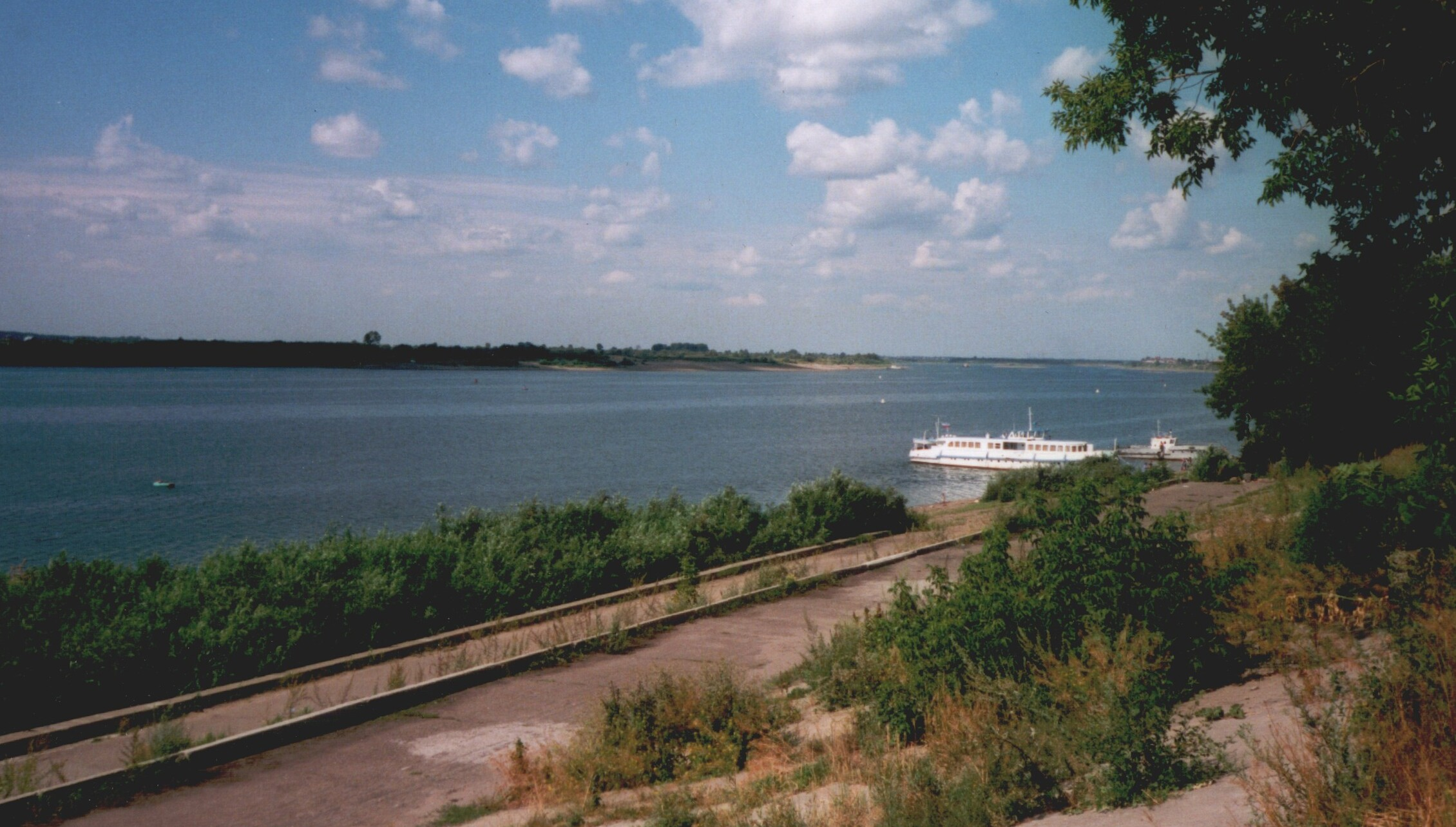
نهر توم بالقرب من تومسك